# Santa María, Rosario
Santa María är en ort i Mexiko.   Den ligger i kommunen Rosario och delstaten Sinaloa, i den centrala delen av landet, 800 km nordväst om huvudstaden Mexico City. Santa María ligger 104 meter över havet och antalet invånare är 246.
Terrängen runt Santa María är huvudsakligen kuperad, men norrut är den bergig. Santa María ligger nere i en dal. Runt Santa María är det glesbefolkat, med 15 invånare per kvadratkilometer. Närmaste större samhälle är Matatán, 10,6 km sydväst om Santa María. I omgivningarna runt Santa María växer i huvudsak lövfällande lövskog.